# Egaleo (Berg)
Egaleo (neugriechisch Αιγάλεω (n. sg.), altgriechisch Αἰγάλεως Aigaleos (m. sg.), lateinisch Aegaleus), auch Aigaleo, ist der Name zweier Bergzüge in Griechenland. Dieser Artikel beschreibt den attischen Berg. Anm. Der nordöstliche Teil (nordöstlich der Überquerung durch die Autobahn 8 bei Dafni) wird auch Pikilo (griechisch Ποικίλο (Όρος) Poikílo (Óros) (n. sg.)) genannt.

## Lage
Der Egaleo liegt westlich der griechischen Hauptstadt Athen, südöstlich von Eleusis, östlich der Insel Salamis und nordwestlich von Piräus.
Die Bereiche um den Bergzug herum sind überwiegend dicht besiedelt. Zu seinen Füßen reihen sich im Süden Perama, Keratsini und Nikea als Vororte von Piräus aneinander, im Osten die Athener Vororte Korydallos, Agia Varvara, Egaleo, Chaidari, Peristeri, Petroupoli und Kamatero, im Norden Zephyri, Ano Liosia und Fyli; lediglich an der Nordwestflanke findet sich östlich der Raffinerien von Skaramanga im Gebiet von Aspropyrgos neben Industrieagglomerationen auch noch unbebautes Gebiet.

## Charakter
Der aus Kalkstein bestehende Bergzug ist überwiegend felsig, im nördlichen Bereich, in dem das Kloster Daphni gelegen ist, auch bewaldet. Im Südwesten reicht der Gebirgszug fast bis an die Küste der Bucht von Salamis heran.
Vom Aigaleos mit dem Blick auf die Bucht von Salamis soll der Perserkönig Xerxes die Schlacht von Salamis beobachtet haben. In der Antike lag der Aigaleos teilweise auf dem Gebiet des Demos Kolonos.
Der Egaleo gab seinen Namen unter anderem der an seinem Fuße liegenden Gemeinde Egaleo, dem Fußballklub Egaleo AO Athen und der Umgehungs-Autobahn „Egaleo-Ring“ (GR-A65).

## Verkehr
Im südlichen Bereich wird der Höhenzug auf der Trasse der antiken „Heiligen Straße“ (griechisch Ιερά Οδός Ierá Odós (f. sg.)) von der Autobahn 8 beim Kloster Daphni überquert, die als Verlängerung des „Athinon Boulevard“ Athen mit Patras verbindet. Im Norden verläuft die Autobahn 6 „Attiki Odos“. Entlang der westlichen Flanke verläuft die Autobahn 65 „Egaleo-Ring“, die die Verbindung von Piräus zur Attiki Odos darstellt; der Anschluss zur GR-A8 ist jedoch noch nicht voll ausgebaut.